# Macrothele raveni
Macrothele raveni là một loài nhện trong họ Hexathelidae. Loài này phân bố ở Trung Quốc.